# سوکت آرنو
سوکت آرنو (انگلیسی: Arnaud Souquet؛ زادهٔ ۱۲ فوریهٔ ۱۹۹۲) بازیکن فوتبال اهل فرانسه است.
از باشگاه‌هایی که در آن بازی کرده‌است می‌توان به باشگاه فوتبال دیژون، باشگاه فوتبال پاریس، باشگاه فوتبال لیل، باشگاه ورزشی مون‌پلیه، و باشگاه فوتبال خنت اشاره کرد.
وی همچنین در تیم‌های ملی فوتبال France national under-16 football team، زیر ۱۷ سال فرانسه، زیر ۱۸ سال فرانسه، و زیر ۲۰ سال فرانسه بازی کرده‌است.